# Holly House (Angus)
Holly House ist ein Wohngebäude in der schottischen Kleinstadt Montrose in der Council Area Angus. 1971 wurde das Bauwerk in die schottischen Denkmallisten in der höchsten Denkmalkategorie A aufgenommen.

## Geschichte
Holly House wurde im Laufe des 17. Jahrhunderts errichtet. In diesem Jahrhundert bewohnten Robert Rennald, Provost von Montrose, sowie der Kaufmann Alexander Dempster of Logie das Gebäude. Später bewohnte der Provost Doig of Cookston Holly House. In dieser Zeit wurde es zwischen 1754 und 1755 weitgehend neu aufgebaut, wobei Fragmente des ursprünglichen Gebäudes in die neue Struktur integriert wurden. 1763 erbte seine Tochter Christian, die mit dem Parlamentsabgeordneten James Carnegie of Pittarrow verheiratet war, das Gebäude, das sie bis 1820 bewohnte. Später gehörte es einem Dr. Stone. Im Laufe des 19. Jahrhunderts wurden verschiedene Abschnitte überarbeitet.

## Beschreibung
Es handelt sich um ein rückwärtiges Gebäude, das straßenseitig vollständig von 172–174 High Street verdeckt wird. Das zweistöckige Gebäude ist unsymmetrisch aufgebaut. Sein Sandsteinmauerwerk besteht teils aus Bruchstein, teils aus grob behauenem Stein. Die Fassaden sind teilweise mit Harl verputzt. Die stark geneigten Dächer sind mit grauem Schiefer eingedeckt. Nur der nach Norden abgehende Flügel ist mit Wellblech bedeckt. Der gut erhaltene Innenraum aus dem 18. Jahrhundert weist Parallelen zu William Adams Arbeiten im nahegelegenen House of Dun auf. Hervorzuheben sind die durchgängigen Holzvertäfelungen sowie das Speisezimmer mit seinen korinthischen Pilastern, dem Gesimse und dem offenen Kamin aus schwarzem Marmor.